# 吟風
吟風（ぎんぷう）は、イネの品種の1つ。酒造好適米としての2022年の生産量は9位。主に空知地方や上川地方で栽培されており、北海道内の2016年（平成28年）産の醸造用米の作付面積では67.7%を占める。北海道産の酒米を用いた日本酒醸造が広がるきっかけになった品種とされている。品種名は、吟醸酒になるための酒米であることをイメージしている。

## 誕生
北海道岩見沢市にある北海道立中央農業試験場（現・北海道立総合研究機構農業研究本部中央農業試験場）において、八反錦2号、上育404号、きらら397を掛け合わせて誕生した。「空育158号」の系統番号で試験され、2000年に品種登録された。北海道産としては「初雫」に次ぐ2番目に誕生した酒造好適米。

## 特徴
熟期は、中生の早。耐倒伏性は強く、耐冷性は「初雫」に劣るものの、いもち病に対する抵抗性は強い。大粒系統であり、玄米に酒造好適米特有の心白（しんぱく）を発現し、酒造適性が高い（「初雫」には心白が出ない）。
醸造された酒は、味の丸さや柔らかさに高い評価を得て、本州産の代表的な酒造好適米に匹敵する高い酒造適性を持つとされている。平成15年度の全国新酒鑑評会（独立行政法人酒類総合研究所が発表）において、「吟風」100%使用の「千歳鶴」（日本清酒）と「北の錦」（小林酒造）が金賞を受賞し、実力を示した。

## 関連品種

### 子品種
- 「きたしずく」（「雄町」と「ほしのゆめ」を交配したものとの交配）[2][6]
- 「彗星」（「初雫」との交配）[2][7]